# Pandanus yoshioi
Pandanus yoshioi är en enhjärtbladig växtart som beskrevs av Harold St.John. Pandanus yoshioi ingår i släktet Pandanus och familjen Pandanaceae. Inga underarter finns listade.